# Chuvisca
Chuvisca est une ville brésilienne de la mésorégion métropolitaine de Porto Alegre, capitale de l'État du Rio Grande do Sul, faisant partie de la microrégion de Camaquã et située à 152 km au sud-ouest de Porto Alegre. Elle se situe à une latitude de 30° 45′ 31″ sud et à une longitude de 51° 58′ 43″ ouest, à 250 m d'altitude. Sa population était estimée à 4 874 en 2007, pour une superficie de 219 km2. L'accès s'y fait par les BR-116 et RS-350.

## Villes voisines
- Dom Feliciano
- Camaquã